# Kokubo Jun
Jun Kokubo (sinh ngày 8 tháng 9 năm 1980) là một cầu thủ bóng đá người Nhật Bản.

## Sự nghiệp câu lạc bộ
Jun Kokubo đã từng chơi cho Montedio Yamagata, Thespa Kusatsu và Tonan Maebashi.